# Sigfrido Blasco-Ibáñez
Sigfrido Blasco-Ibáñez Blasco  (Valencia, 18 de julio de 1902-Valencia, 11 de enero de 1983) fue un político y periodista español, hijo menor del escritor y político Vicente Blasco Ibáñez. 

## Biografía
Vinculado al movimiento republicano español, adquirió en 1929 el periódico El Pueblo que había fundado su padre, a su entonces director, Félix Azzati. La desaparición de Fusión Republicana se sustituyó al inicio de la Segunda República con el Partido de Unión Republicana Autonomista, más conservador que su antecesor, del que fue líder y por el que fue elegido diputado por Valencia capital en las elecciones generales de 1931 a Cortes Constituyentes. Fue reelegido en 1933. Aliado con Lerroux, se vio envuelto en el denominado «escándalo del estraperlo» en 1935, lo que, junto a sus posiciones políticas más próximas a la derecha, le privó del gran apoyo que gozaba entre los republicanos valencianos.
Su situación de debilidad le hizo aproximarse a las tesis de Niceto Alcalá Zamora, abandonando el lerrouxismo y presentándose como independiente, lejos de las corrientes mayoritarias de la izquierda y la derecha, pero en las elecciones de 1936 fue derrotado. Al inicio de la Guerra Civil se exilió en Francia con la ayuda de la Confederación Nacional del Trabajo (CNT). Luego vivió en Chile, más tarde de nuevo en Francia (Niza), para, al final de sus días, y desde 1977, regresar esporádicamente a España, en donde falleció el 11 de enero de 1983.